# Robin Hood (film, 1973)
Robin Hood är en amerikansk animerad musikalisk äventyrsfilm från 1973, producerad av Walt Disney Productions och regisserad av Wolfgang Reitherman. Filmen hade världspremiär 1973 och är baserad på myten om Robin Hood - framför allt så som den är tolkad i Howard Pyles äventyrsroman med samma namn. Till skillnad från de flesta andra versioner är samtliga figurer i denna film gestaltade av antropomorfa djur i stället för människor.
Filmen hade amerikansk premiär den 8 november 1973, och svensk premiär den 30 november 1974. En kortklippt scen från filmen visas i Sveriges Televisions julaftonsrepertoar, Kalle Anka och hans vänner önskar God Jul. Låten "Love" blev nominerad till en Oscar. De svenska rösterna i filmen görs bland annat av Rolf Bengtson, Beppe Wolgers, Björn Gustafson, John Harryson och Ingvar Kjellson.

## Handling
Filmen är en tolkning av den traditionella berättelsen om Robin Hood, som här berättas av trubaduren Alan-i-dalen. Den legendariska stråtrövaren Robin Hood, tillsammans med Lille John, broder Tuck och Alan-i-dalen, kommer till Nottingham för att bistå folket i landet. Han gör detta genom att ge tillbaka de pengar som tillhörde Nottinghams invånare, som prins John girigt samlat in genom orimligt hög skatt. Englands rätte kung, Rikard Lejonhjärta, har lämnat landet för att dra ut till det tredje korståget. Till följd av detta kunde prins John tillskansa sig tronen i hans frånvaro, och styra Englands invånare med järnhand med hjälp av sina underhuggare Sir Väs och Sheriffen av Nottingham.
Under början av filmen blir prins John rånad av Robin Hood och Lille John på vägen till Nottingham. Den arge prinsen lovar en belöning till den som lyckas tillfångata Robin Hood, men då Robin hjälper folket är ingen villig att överlämna honom. Robin Hood förklär sig till en blind tiggare för att undvika prinsens vakter och ger sitt byte till de hungriga stadsborna, och deltar även i hemlighet i en födelsedagsfest för en ung kanin vid namn Hoppsan, där familjen ger honom en peng som födelsedagspresent. När sheriffen plötsligt kommer in och tar pojkens födelsedagspresent som skatt, ger Robin Hood den unge kaninen sin pil och båge, och sin hatt.
Hoppsan, tillsammans med sina två systrar och sin vän Toby, försvinner genast ut för att testa den nya pilbågen, men han råkar skjuta sin pil mot prins Johns privata slottsgård. När barnen hämtar pilen stöter de på jungfru Marion, som Robin Hood har varit förtjust i sedan barndomen. Hon berättar om sitt förhållande med Robin; både Robin och Marion älskar varandra fortfarande, men båda har sina tvivel. Robin är rädd för att hans titel som stråtrövare innebär att han aldrig skulle kunna ha en relation med Marion, som är kung Rickards systerdotter, medan Marion oroar sig för att Robin har glömt bort henne medan hon varit borta.
Robin Hood beslutar att smyga sig in i en bågskytteturnering arrangerat av prins John, då han får veta att priset är en kyss från Marion. För att inte bli igenkänd klär han ut sig till stork. Tävlingen visar sig vara en fälla anlagd av prins John, och det är Robins bågskytteskickligheter som avslöjar hans identitet. Han blir gripen av en triumferande prins John och döms till döden, men tack vare Lille Johns ingripande lyckas Robin Hood smita undan. Ett stort slagsmål bryter ut mellan prins Johns livvakter och Robin Hoods sällskap. Robin Hood lyckas fly med Marion, och de ger sig av mot Sherwoodskogen tillsammans med de fredlösa och andra medborgare från Nottingham som alla anordnar en fest i skogen och retar den så kallade ”låtsaskungen av England”. När prins John får reda på att han narras beordrar han att skatterna ska höjas ännu mer, så mycket att de flesta av Nottinghams invånare blir skuldbelastade och fängslas i prins Johns slott.
Broder Tuck blir arresterad när han försökte hålla sheriffen borta från kyrkans insamlingslåda för fattiga. Prins John ger order om att hänga Broder Tuck, som ett lockbete för att lura fram Robin ur skogen. Lyckligtvis får Robin redan i förväg nys om detta och lyckas rädda Broder Tuck och samtidigt frita de andra fängslade invånarna av Nottingham, och i samma veva stjäla tillbaka deras pengar som prins John hade i sin sängkammare. De flyr mot Sherwoodskogen, men Robin springer tillbaka för att rädda ett litet barn som hamnat på efterkälken. När han gör det stänger slottsvakterna slottsporten och blockerar hans flyktväg. Samtidigt som han försöker fly slåss han mot sheriffen, som har blivit hänsynslöst besatt av att döda honom, på den översta våningen i slottet. När han försöker undkomma en brand som startade till följd av sheriffens vårdslöshet blir Robin tvungen att hoppa från slottets tak ned i vallgraven, samtidigt som han blir beskjuten av slottsvakterna. När Robin Hood inte kommer upp till ytan tror alla åskådare att Robin Hood är död, medan han i själva verket överlevde genom att simma under vattnet med hjälp av en vasstrå som snorkel.
Strax därefter återvänder Kung Rickard från korståget och ser till att Nottingham återställs till dess forna glans. Han benådar Robin Hood, fängslar Prins John, Sheriffen och Sir Väs, och tillåter Marion och Robin Hood att gifta sig. I slutet av filmen går Hoppsan med det nygifta paret och avslöjar att ”Robin Hood ska få ungar, så någon måste hålla ett öga på dem”.

## Rollista
| Figur                   | Djurart    | Originalröst    | Svensk röst        |
| ----------------------- | ---------- | --------------- | ------------------ |
| Robin Hood              | Rödräv     | Brian Bedford   | Jonas Bergström    |
| Lille John (tal)        | Björn      | Phil Harris     | Beppe Wolgers      |
| Lille John (sång)       | Björn      | Phil Harris     | Bernt Dahlbäck     |
| Jungfru Marian          | Rödräv     | Monica Evans    | Monica Nordquist   |
| Prins John              | Lejon      | Peter Ustinov   | Ingvar Kjellson    |
| Sir Väs                 | Orm        | Terry-Thomas    | Sven Lindberg      |
| Broder Tuck             | Grävling   | Andy Devine     | Björn Gustafson    |
| Sheriffen av Nottingham | Varg       | Pat Buttram     | John Harryson      |
| Lady Kluck              | Höna       | Carole Shelley  | Birgitta Andersson |
| Allan-i-Dalen           | Tupp       | Roger Miller    | Rolf Bengtsson     |
| Hoppsan                 | Kanin      | Billy Whitaker  | Mats Åhlfeldt      |
| Trigger                 | Gam        | George Lindsey  | Jan Nygren         |
| Dum-dum                 | Gam        | Ken Curtis      | Hans Lindgren      |
| Änkan Kanin             | Kanin      | Barbara Luddy   | Karin Miller       |
| Toby                    | Sköldpadda | Richie Sanders  | Bobo Håkansson     |
| Hängmed                 | Kanin      | Dori Whitaker   | Malin Graffman     |
| Mor Mus                 | Mus        | Barbara Luddy   | Kerstin Wolgers    |
| Sixten Mus              | Mus        | John Fiedler    | Hans Lindgren      |
| Systern                 | Kanin      | Dana Laurita    | Emma Wickman       |
| Kaptenen "Krokodilen"   | Krokodil   | Candy Candido   | Börje Nyberg       |
| Otto                    | Hund       | J. Pat O'Malley | Sture Hovstadius   |
| Rickard Lejonhjärta     | Lejon      | Peter Ustinov   | Ingvar Kjellson    |
| Sång                    | Sång       | Nancy Evans     | Elisabeth Melander |

## Produktion

### Animatörer
| - Ollie Johnston - Milt Kahl - John Lounsbery - Frank Thomas | - Dale Baer - Don Bluth - Fred Hellmich - Hal King - Eric Larson - Burny Mattinson - Cliff Nordberg - Art Stevens | - Basil Davidovich - Ann Guenther - Joe Hale - Ralph Hulett - Bill Layne - Sylvia Roemer - Ed Templer Jr. |

### Övriga medverkande (i urval)
- Grafisk formgivning: Don Griffith
- Klippning: Tom Acosta, James Melton
- Specialeffekter: Jack Buckley, Dan MacManus
- Ljud: Herb Taylor
- Orkesterarrangemang: Walter Sheets
- Musikredigering: Evelyn Kennedy
- Bakgrundsröster i svenska dubbningen: Gunnar Ernblad mfl

### Övrigt
Regissören Reitherman gillade att referera till tidigare Disneyfilmer, bland annat när han i denna film använde dans- och musikscener från "Snövit och de sju dvärgarna", "Djungelboken" och "Aristocats" i musiknumret "En låtsaskung av England".
Peter Ustinov lånade även ut sin röst till prins John i den tyska versionen, dock inte till Rickard Lejonhjärta. I den svenska versionen så lämnades många av Ustinovs icke-verbala ljud kvar, framförallt i scenen när Robin Hood rånar den sovande prinsen i hans sovrum.

### Soundtrack
- 1."Whistle-Stop" skriven och framförd av Roger Miller.
- 2."Oo De Lally" skriven och framförd av Roger Miller (på svenska av Rolf Bengtsson).
- 3."Love" (sv. "Kärlek") skriven av Floyd Huddleston och George Bruns, och framförd av Nancy Adams (på svenska av Elisabeth Melander).
- 4."The Phony King of England" (sv. "Låtsaskung av England") skriven av Johnny Mercer och framförd av Phil Harris (på svenska av Bernt Dahlbäck).
- 5."The Phony King of England Reprise" framförd av Pat Buttram och Terry-Thomas (på svenska av John Harryson och Sven Lindberg).
- 6."Not In Nottingham" (sv. "Ej i Nottingham") skriven och framförd av Roger Miller (på svenska av Rolf Bengtsson).
- 7."Love Goes On/Oo-De-Lally Reprise" (sv. "Kärlek/Oh-de-lally (Final)") framförd av Chorus (på svenska av Elisabeth Melander, Rolf Bengtsson och Bernt Dahlbäck).

### Oscar
Låten "Love" nominerades till Oscar för bästa sång som en ung Jodie Foster och Johnny Whitaker framförde i en sång duett på oscargalan. Men förlorade mot "The Way We Were" från filmen med samma namn på oscargalan 1974.

## Distribution (i Sverige)
- 30 november 1974 - Svensk biopremiär
- 2 december 1983 - Nypremiär
- Oktober 1985 - Hyrvideopremiär
- Hösten 1989 - Köpvideopremiär
- 26 januari 1994 - Nypremiär på video
- 11 november 1998 - Nypremiär på video
- 14 augusti 2002 - Premiär på DVD
- 28 januari 2009 - Nypremiär på DVD